# Charles R. Crane
Charles Richard Crane (1858–1939) byl zámožný americký podnikatel, dědic velkého průmyslového impéria, znalec arabské kultury a diplomat. Získal přístup do vysokých domácích i mezinárodních politických kruhů. Speciální oblasti zájmu pro něj představovaly východní Evropa a Blízký východ.

## Život a diplomatická kariéra
Jeho otec Richard Teller Crane zbohatl výrobou vodovodního potrubí (firma se sídlem v Chicagu byla založena roku 1855). Charles Richard Crane byl viceprezidentem společnosti od roku 1894 do roku 1912, kdy se po smrti svého otce se stal jejím prezidentem. O dva roky později předal řízení společnosti bratrovi a nechal se ze společnosti vyplatit.
V roce 1900 pozval Crane Tomáše Masaryka, Maxima Kovalevského a Pavla Miljukova k přednáškám na univerzitě v Chicagu. Po setkání s Masarykem se Crane začal zajímat o slovanské národy a sponzoroval Slovanskou epopej Alfonse Muchy. Když Mucha navrhoval československé bankovky, využil svůj starší portrét Josephine Crane Bradleyové jako předlohu pro Slavii na stokorunové bankovce.
Od května 1918 pomáhal v Americe T. G. Masarykovi v otázkách pomoci československým legiím a založení samostatného státu.
V roce 1931 se Crane podílel na financování prvních výzkumů ložisek ropy v Saúdské Arábii a Jemenu. Uplatnil svůj vliv také pro získání amerických ropných koncesí v těchto státech.
V roce 1909 prezident William Howard Taft jmenoval Cranea na post velvyslance Spojených států v Číně, ale pod tlakem státního sekretáře Philandera C. Knoxe Crane na tento post rezignoval. Zdá se, že Knox považoval Cranea za zodpovědného za to, že zveřejnil v novinách výhrady vlády USA ke dvěma nedávným smlouvám mezi Japonskem a Čínou.
Crane významně přispěl k financování předvolební kampaně Woodrowa Wilsona v roce 1912. Wilson se Craneovi odvděčil jmenováním do Zvláštní diplomatické komise (Root Commission) vyslané roku 1917 do Ruska. Crane byl také členem mezispojenecké komise pro mandáty v Turecku (1919), která vešla ve známost jako King-Crane Commission.
Zpráva této komise pro amerického prezidenta ve věci vytvoření židovského státu na Blízkém východě varovala:
Nejen vy jako prezident, ale americký lid jako celek by si měli uvědomit, že v případě, že americká vláda se rozhodne podpořit zřízení židovského státu v Palestině, zavazují americký lid k použití síly v této oblasti, protože židovský stát v Palestině může být vytvořen nebo zachován pouze silou.
Crane se stavěl proti vytvoření židovského státu na Blízkém východě, na druhou stranu byl vášnivým zastáncem nezávislosti arabských států.
Prezident Wilson Cranea pak jmenoval velvyslancem USA v Číně, který v zemi sloužil od 22. března 1920 do 2. července 1921. Jeho syna Richarda Cranea již v březnu 1919 jmenoval prvním americkým velvyslancem v Československu.
V roce 1925 Crane založil Institute of Current World Affairs se sídlem v New Yorku. Institut měl v Mexiku, Jeruzalémě a občas i v Moskvě své zástupce, kteří sestavovali pravidelné zprávy o vývoji ve svých regionech, a sdíleli své odborné znalosti při přednáškových turné po významných amerických univerzitách. Tyto zprávy byly poskytovány také americkému ministerstvu zahraničí.

## Zajímavosti
24. dubna 2006 byla Craneova sbírka umění prodána v dražbě v aukční síni Christie's.